# Prunus takasawana
Prunus takasawana är en rosväxtart som beskrevs av I.-I. Kubota och Funatsu. Prunus takasawana ingår i släktet prunusar, och familjen rosväxter. Inga underarter finns listade i Catalogue of Life.